# Numero di Betti
In topologia algebrica, il {\displaystyle k}-esimo numero di Betti di uno spazio topologico {\displaystyle X}, definito per ogni {\displaystyle k}{\displaystyle \geqslant }0 e denotato con {\displaystyle b_{k}(X)}, è un numero naturale o infinito che, in termini intuitivi, costituisce il numero di buchi o cavità {\displaystyle k}-dimensionali presenti in {\displaystyle X}. Nel caso in cui lo spazio topologico in questione sia una superficie Σ, il primo numero di Betti {\displaystyle b_{1}}(Σ) coincide con il massimo numero di tagli (circolari) che possono essere eseguiti senza dividere la superficie in due pezzi.
Il termine "numeri di Betti" fu coniato da Henri Poincaré in riferimento a Enrico Betti.

## Definizione
Il {\displaystyle k}-esimo numero di Betti {\displaystyle b_{k}(X)} dello spazio {\displaystyle X} è definito come il rango (i.e. il numero dei generatori) del gruppo abeliano {\displaystyle H_{k}(X)}, il {\displaystyle k}-esimo gruppo di omologia di {\displaystyle X}.

## Proprietà
I numeri di Betti (razionali) {\displaystyle b_{k}(X)} non tengono conto della torsione dei gruppi di omologia, ma sono invarianti topologici basilari molto utili. Nei termini più intuitivi, permettono di contare il numero di buchi  in diverse dimensioni. Per un cerchio, il primo numero di Betti è 1. Per un generico pretzel il primo numero di Betti è il doppio del numero dei buchi.

## Esempi
1. La sequenza di numeri di Betti per un cerchio è 1, 1, 0, 0, 0, ...;
2. La sequenza di numeri di Betti per un due-toro è 1, 2, 1, 0, 0, 0, ...;
3. La sequenza di numeri di Betti per un tre-toro è 1, 3, 3, 1, 0, 0, 0, ...;

In effetti, per un n-toro ci si può aspettare di veder comparire i coefficienti binomiali. Questo è il caso del teorema di Künneth.